# Taxithelium spuriosubtile
Taxithelium spuriosubtile är en bladmossart som beskrevs av Brotherus 1910. Taxithelium spuriosubtile ingår i släktet Taxithelium och familjen Sematophyllaceae. Inga underarter finns listade i Catalogue of Life.